# Comanjilla
Comanjilla es una localidad del estado mexicano de Guanajuato. Es parte del municipio de Silao de la Victoria.

## Toponimia
El nombre «Comanjilla» proviene del término en purépecha: Comanjá. Su significado es «lugar fresco de sombra».

## Demografía
| Gráfica de evolución demográfica |
|                                  |

| Censo | Población |
| ----- | --------- |
| 1940  | 304       |
| 1950  | 699       |
| 1960  | 761       |
| 1970  | 982       |
| 1980  | 1 003     |
| 1990  | 2 097     |
| 2000  | 2 101     |
| 2010  | 2 955     |
| 2020  | 3 162     |